# Fate of Norns Release Shows
Fate of Norns Release Shows è uno split-album pubblicato nel 2004 e distribuito gratuitamente agli spettatori dei release party dell'album degli Amon Amarth Fate of Norns, show che si sono svolti a Bochum e a Ludwigsburg.
Le prime otto tracce sono del gruppo melodic death metal svedese, le ultime tre sono canzoni nell'ordine di Fragments of Unbecoming, Disillusion e Impious.

## Tracce
1. The Fate of Norns (Album version) - 05:56
2. Pursuit of Vikings (Album version) - 04:29
3. Pursuit of Vikings (Demo version) - 04:43
4. Once sealed in Blood (Demo version) - 05:12
5. Ride for Vengeance - 04:27
6. The Last with Pagan Blood - 05:35
7. Masters of War - 04:35
8. For the Stabwounds in our Back - 04:56
9. Shapes of the Pursuers - 05:05 (Fragments of Unbecoming)
10. Fall - 04:54 (Disillusion)
11. Hellucinations - 03:03 (Impious)